# Ochromolopis ramapoella
Espèce
Synonymes
- Epimenia[sic] ramapoella Kearfott, 1903[1]

Ochromolopis ramapoella est une espèce nord-américaine de lépidoptères (papillons) de la famille des Epermeniidae.

## Description
L'imago a une envergure de 15 mm. Les ailes antérieures sont gris clair mouchetées de blanc et légèrement saupoudrées de fusain foncé. Il y a quelques légers points noirâtres le long de la côte, ainsi que des points discaux noirs au tiers, aux deux tiers et aux trois quarts de la longueur de l'aile antérieure, le dernier point étant plus grand. Les ailes postérieures sont grises.

## Répartition
On recense Ochromolopis ramapoella dans les pays suivants :
- au Canada : Alberta, Manitoba, Québec ;
- aux États-Unis : Illinois, Indiana, Kentucky, Michigan, New York, Ohio.

## Écologie
L'imago vole de mai à juillet.
La chenille se nourrit du fruit de Comandra umbellata.